# Conseqüències econòmiques de la Primera Guerra Mundial
L'efecte de la Primera Guerra Mundial sobre l'economia és causa de múltiples polèmiques, ja que com tota anàlisi històrica i econòmica està profundament lligat a la ideologia política. En qualsevol cas, gairebé tothom coincideix que va ocasionar grans convulsions que marquen el final d'una època i l'inici d'una transició cap a un nou ordre mundial que es consolidaria amb la Segona Guerra Mundial. Molts autors veuen en la gran depressió una conseqüència directa de la magnitud dels canvis que es produïren.

## Despesa militar: deute públic i inflació

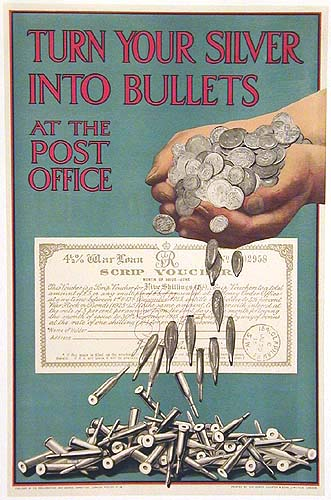
Cartell propagandístic per l'emissió de deute públic

La preparació del conflicte bèl·lic i, especialment, la seva execució, suposen un increment de les necessitats militars. Per a fer front a aquestes despeses extraordinàries no era suficient retallar la despesa social: la gran majoria dels governs es varen endeutar fortament, fins a extrems insospitats fins aleshores, i es generaren fortes pressions inflacionistes.
El teixit productiu s'orientà a la producció d'armament, de forma que els béns de consum començaren a ser escassos. Tot plegat va tenir un impacte molt negatiu sobre els estrats més pobres de la societat, causant nombroses revoltes com ara la Revolució russa.

## Mobilització de la mà d'obra masculina: arribada de la dona al món laboral
La necessitat de soldats, així com la seva mort massiva, estaven deixant sense mà d'obra una indústria en plena expansió. Aquest fet suposà una de les claus de l'escassesa de productes, però alhora obrí les portes dels mercats laborals a sectors de la societat fins aleshores exclosos d'aquest món.
Especialment revolucionària fou l'aparició de la dona en la indústria pesant, i arribà a suposar, per exemple, més del 40% dels treballadors metal·lúrgics, cosa que afavorí una gran expansió del moviment feminista. Milions de dones comprovaren en primera persona que estaven perfectament capacitades per a realitzar les mateixes tasques que un home: des de feines mecàniques i repetitives fins a la direcció d'importants empreses.

## Avanç tècnic
La Primera Guerra mundial és famosa per ser la primera en què la humanitat posà en marxa tota la maquinària industrial per a la seva pròpia destrucció. Els avanços tecnològics de la Revolució industrial convertiren el conflicte en una autèntica carnisseria, en què es combinaren tàctiques totalment antiquades amb artefactes de mort massiva.
Aquest fet posà de manifest que la superioritat tècnica era més important que la numèrica, i es destinaren grans quantitats de doblers a la investigació i desenvolupament de tota classe d'armes. Fruit d'això, avançà notablement la indústria química, que una vegada signats els tractats contra l'ús d'armes químiques s'especialitzaren en pesticides. Destaca especialment l'impuls que va rebre l'aviació, amb les primeres grans batalles aèries.
Les necessitats de la guerra introduïren definitivament les tècniques de producció en sèrie a Europa, així com altres nombroses millores en les tècniques organitzatives de la indústria.

## Destrucció del teixit productiu europeu, expansió del nord-americà
La reducció de la importància del factor humà suposa un creixement de la indústria militar. Com ja s'ha vist, les grans despeses de la guerra varen suposar un desplaçament addicional de la indústria civil cap a la militar. Tot i que en un principi les tensions inflacionistes ajudaren a una ràpida expansió industrial, les fàbriques aviat es tornaren un objectiu estratègic per a destruir l'adversari.
També sofrí les conseqüències de la guerra el món rural, especialment en una franja d'uns pocs quilòmetres d'ample a França, on es concentraren la gran majoria dels combats. L'ús d'agents químics, així com el perill que suposaven les bombes sense esclatar i altres restes de guerra, tingueren com a conseqüència una important reducció de la superfície que es podia dedicar a l'agricultura.
Òbviament, als EUA els efectes negatius no hi arribaren, ja que no es va produir cap combat a les seves terres. Ben al contrari: la creixent demanda d'una Europa en guerra facilitaren una impressionant expansió de la producció en tots els àmbits. Tot i que el final de les hostilitats suposaren una important crisi econòmica, els EUA s'alçaren com a primera potència mundial: abans de la guerra, més de la meitat del PIB mundial era europeu; després de la Segona Guerra mundial, ho era el dels Estats Units.

## Enfonsament delpatró or
Tal volta la conseqüència econòmica que més diferencia la Primera Guerra mundial d'altres guerres va ser la destrucció del sistema de pagament internacional conegut com a patró or. Aquest es caracteritza per utilitzar l'or per a liquidar les transaccions i deutes internacionals, com a "valor estàndard" amb el qual les diferents nacions fixaven la paritat de la seva moneda.
Durant la guerra, les potències europees varen haver d'importar grans quantitats d'armament, i òbviament això va suposar la desaparició quasi total d'aquest metall en els països bel·ligerants. Per contra, els països neutrals, exportadors nets d'armament, en tenien un gran excés, que era perillós posar en circulació sense caure en processos hiperinflacionaris. Aquests varen ser principalment els Estats Units d'Amèrica i Espanya.
En aquestes circumstàncies, restaurar aquest sistema de pagament resultava inviable: els bancs centrals d'alguns països no disposaven de reserves suficients com per a realitzar cap pagament internacional, mentre que d'altres en tenien en excés, però no hi podien aplicar la lògica davallada del tipus d'interès.
En conseqüència, s'abandonà aquesta pràctica. En molts països, es començaren a utilitzar diners fiduciaris, és a dir, sense cap més tipus de suport que la confiança. La manca de coneixements sobre aquest sistema monetari, així com la facilitat amb què era possible produir més moneda per l'estat, conduïren a les grans hiperinflacions dels anys 20, principalment a Alemanya i Àustria.
A nivell internacional, la manca d'un sistema estable de pagaments perjudicà fortament el comerç, tot i que la lliura esterlina es mantingué com a moneda de referència, amb una progressiva tendència cap al dòlar.
A finals dels anys 20 s'intentà recuperar aquest sistema, però errors en la fixació de la paritat de la lliura esterlina aviat buidaren les reserves britàniques un altre pic, i propiciaren el crac de 1929 a la borsa de Nova York. Aquest fet fou determinant per a l'arribada de la gran depressió i el fracàs definitiu del patró or.

## Reestructuració de fronteres i mercats
El final de la Primera Guerra mundial suposà canvis importants a les fronteres dels països, amb les seves lògiques implicacions econòmiques.
D'una banda, les potències victorioses ampliaren els seus territoris i, amb aquests, el seu accés a matèries primeres. D'altra, l'Imperi alemany en va perdre una gran part, i quedà a més separat de Königsburg (Kaliningrad) per l'únic accés a la mar que tindria Polònia.
L'Imperi Austrohongarès es va dissoldre en gran quantitat de països independents, que tingueren seriosos problemes, ja que la seva estructura econòmica i infraestructures estaven orientades cap a Viena, un mercat ara tancat. Això els va deixar en una situació d'estancament i crisi, amb grans despeses de reconversió industrial. El mateix va passar amb les repúbliques que s'independitzaren de l'Imperi rus.
Alguns països que estaven dividits entre dos grans imperis es trobaren paradoxalment amb infraestructures incoherents, com per exemple vies de ferrocarril amb dues amplades diferents (Iugoslàvia). Això també es reflectí en la seva estructura productiva.
Aquesta situació de crisi a l'Est propicià l'ascens de règims totalitaris que participaren activament a la Segona Guerra Mundial.

## Compensacions econòmiques al tractat de Versalles
Al final de la guerra, les potències victorioses imposaren a les vençudes fortes indemnitzacions, en concepte de les despeses militars, la major part contra Alemanya i en favor de França i l'Imperi britànic.
Aquest deute va ser una de les claus dels forts processos d'hiperinflació i la crisi de la gran depressió, així com la pujada del nazisme.